# 馬出九大病院前駅
馬出九大病院前駅（まいだしきゅうだいびょういんまええき）は、福岡県福岡市東区馬出二丁目にある福岡市交通局（福岡市地下鉄）箱崎線の駅。駅番号はH04。
駅のシンボルマークは福岡市出身のグラフィックデザイナー、西島伊三雄がデザインしたもので、駅名の「病院」に因み、平和や看護を意味する鳩である。
九州大学医学部、歯学部、薬学部および九州大学病院の最寄り駅である。また、福岡県庁へは隣の千代県庁口駅より当駅の方が最寄である。
貝塚駅が管理し、JR西日本中国メンテック福岡支店が駅業務を受託する業務委託駅である。

## 歴史
- 1984年（昭和59年）4月27日：福岡市地下鉄2号線の呉服町駅 - 当駅間の延伸開業に伴い、終着駅として開設[1]。
- 1986年（昭和61年）1月31日：福岡市地下鉄2号線の当駅 - 箱崎九大前駅間の延伸開業に伴い途中駅となる[3]。
- 1993年（平成5年）3月3日：福岡市地下鉄2号線に箱崎線の愛称が付く。
- 2004年（平成16年）7月1日：業務委託駅となる[4]。

## 駅構造
地下2階に島式ホーム1面2線を持つ地下駅である。
2019年現在、当駅を始発・終点とする定期列車は存在しないが、千代県庁口方に片渡り線が設置されているため、事故や台風をはじめとする災害等で当駅から貝塚駅までが運休になった場合は当駅止まりの列車が運行される場合がある。
| 地階    | 出入口                       | 出入口                                      |
| 地下1階 | コンコース階                 | コンコース、案内所、自動券売機、自動改札口  |
| 地下1階 | コンコース階                 | トイレ（改札内）                            |
| 地下2階 | 1番ホーム                    | ■箱崎線 貝塚方面（箱崎宮前駅）→             |
| 地下2階 | 島式ホーム、右側のドアが開く |                                             |
| 地下2階 | 2番ホーム                    | ←■箱崎線 中洲川端・姪浜方面（千代県庁口駅） |

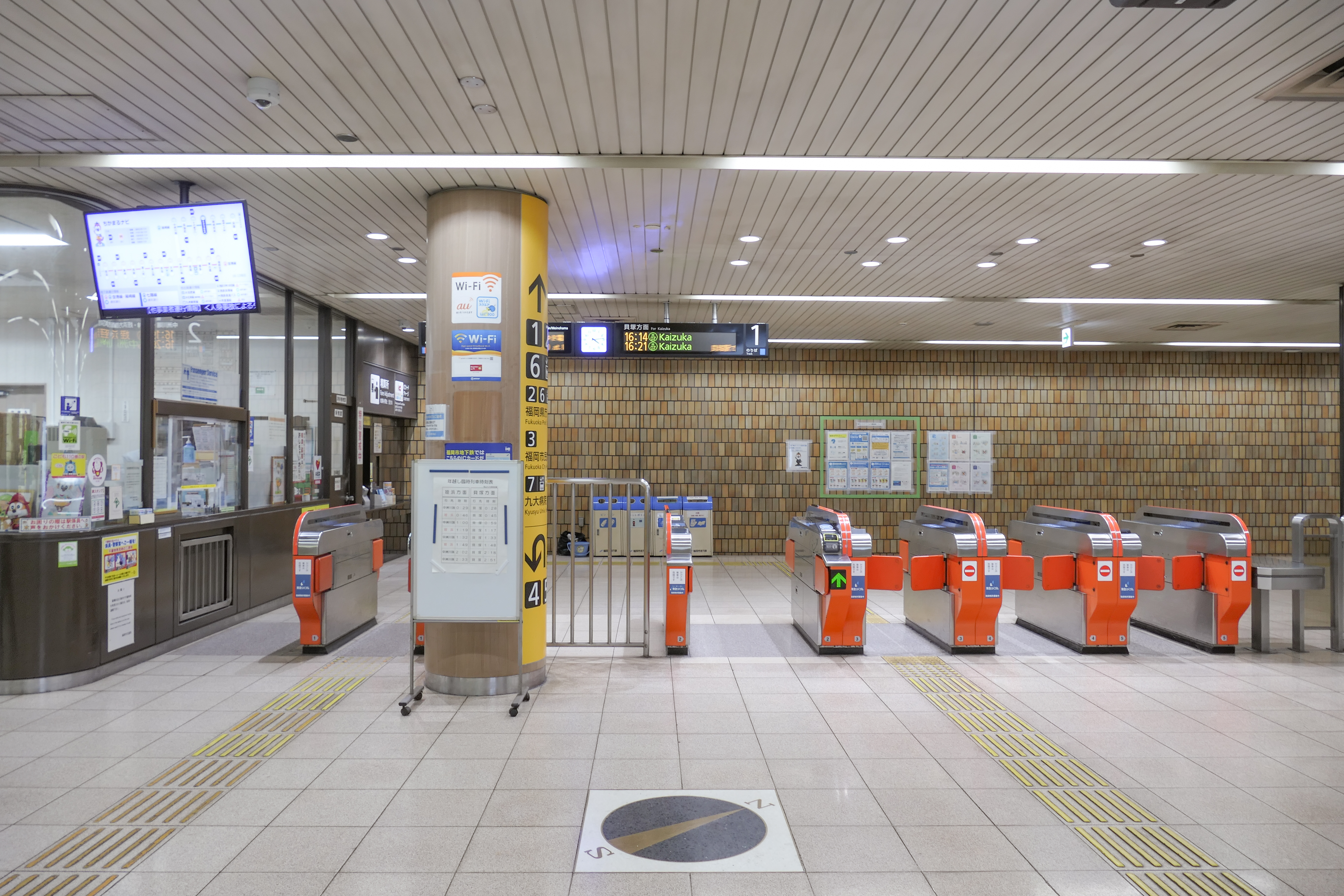
改札口（2022年12月）
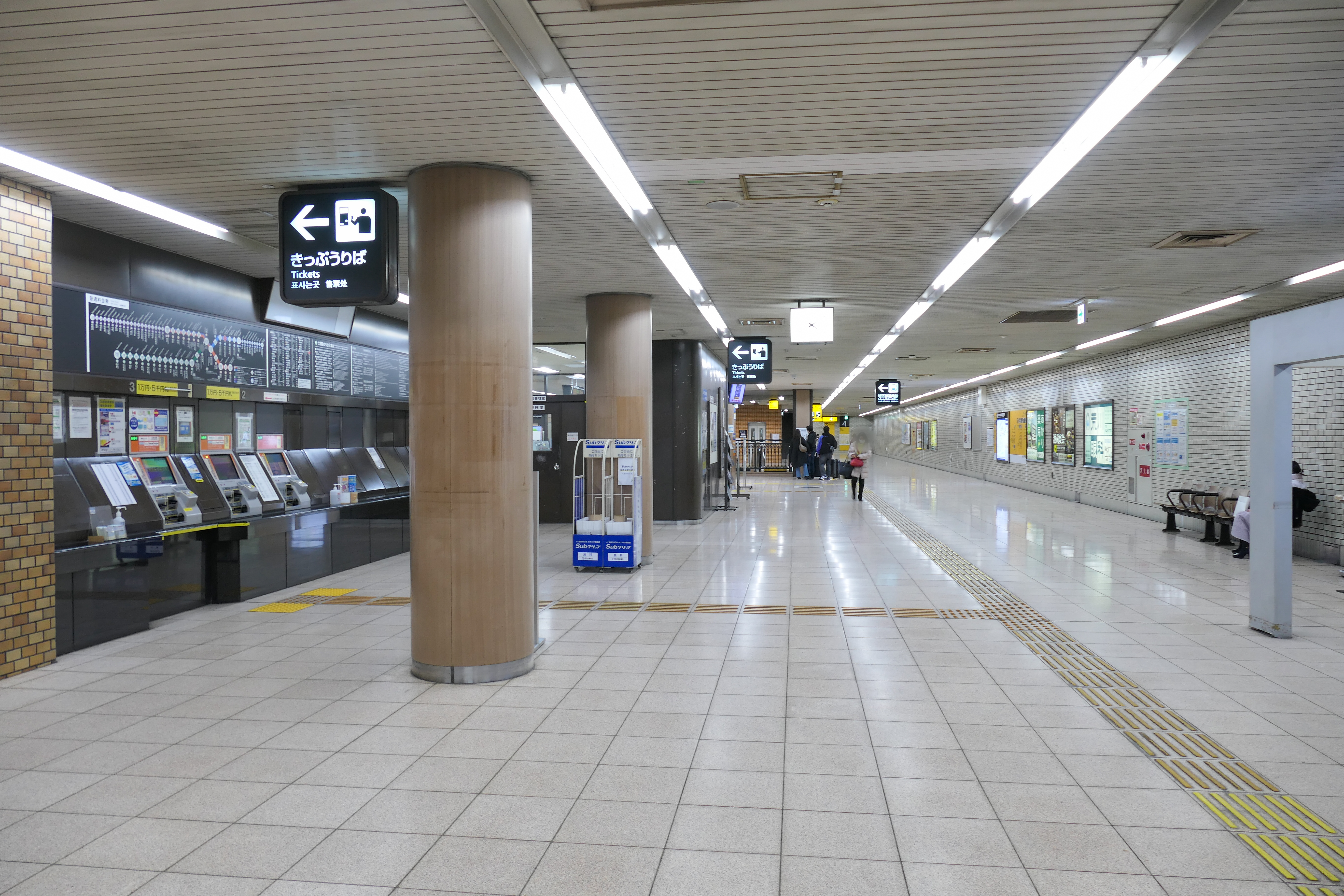
コンコース（2022年12月）
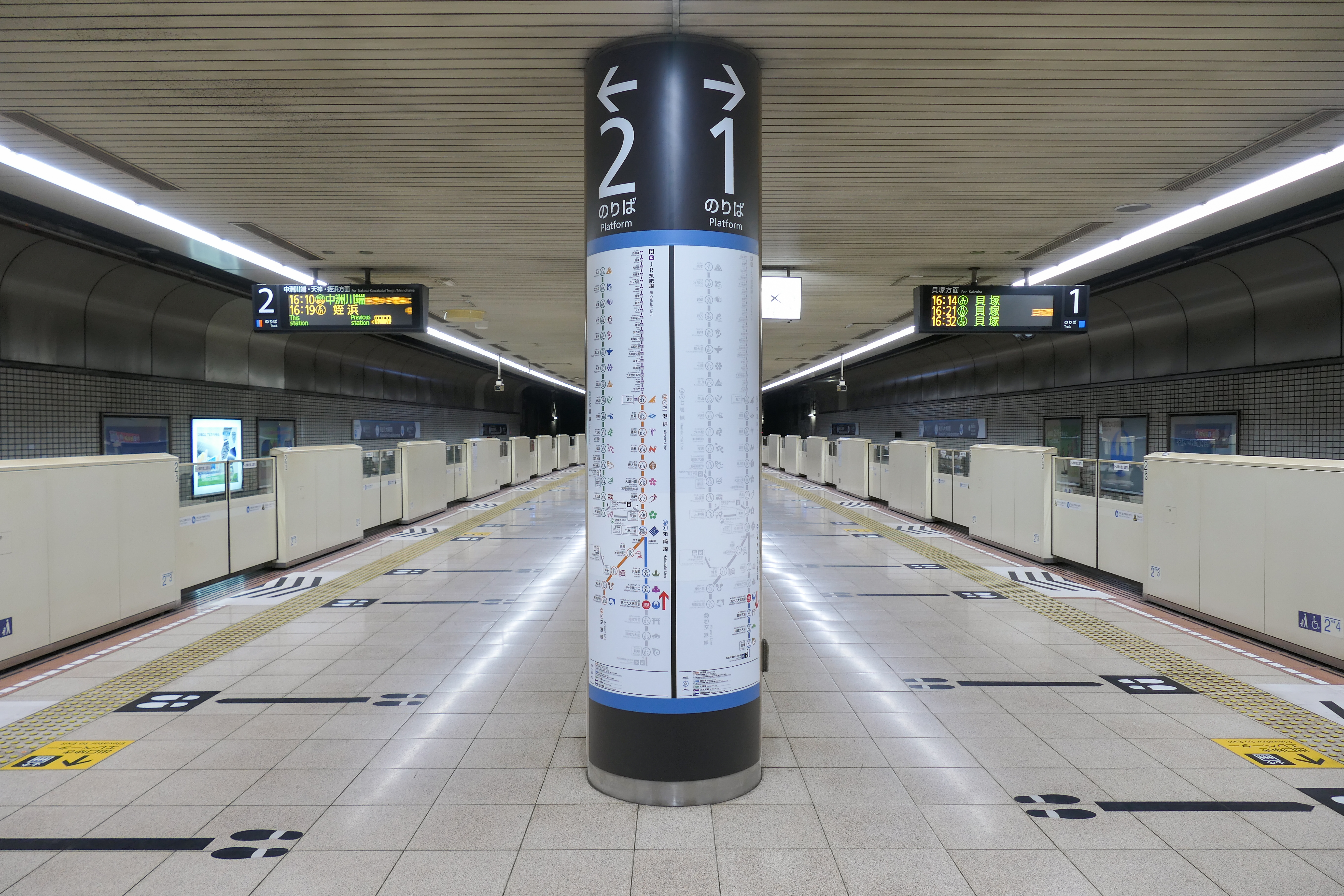
ホーム（2022年12月）

## 利用状況
2023年度の1日平均乗車人員は6,045人である。
近年の1日平均乗車人員の推移は下表のとおりである。
| 年度               | 1日平均 乗車人員 |
| ------------------ | ---------------- |
| 2001年（平成13年） | 4,011            |
| 2002年（平成14年） | 4,004            |
| 2003年（平成15年） | 3,973            |
| 2004年（平成16年） | 3,891            |
| 2005年（平成17年） | 3,764            |
| 2006年（平成18年） | 3,893            |
| 2007年（平成19年） | 3,967            |
| 2008年（平成20年） | 4,057            |
| 2009年（平成21年） | 4,141            |
| 2010年（平成22年） | 4,201            |
| 2011年（平成23年） | 4,372            |
| 2012年（平成24年） | 4,606            |
| 2013年（平成25年） | 4,958            |
| 2014年（平成26年） | 5,299            |
| 2015年（平成27年） | 5,694            |
| 2016年（平成28年） | 5,926            |
| 2017年（平成29年） | 6,148            |
| 2018年（平成30年） | 6,360            |
| 2019年（令和元年） | 6,455            |
| 2020年（令和02年） | 5,089            |
| 2021年（令和03年） | 5,253            |
| 2022年（令和04年） | 5,714            |
| 2023年（令和05年） | 6,045            |

## 駅周辺
- 福岡県庁
- 福岡県警察本部
- 博多税務署
- 博多メディカル専門学校
- 九州大学（医学部、歯学部、薬学部、付属病院）
- 博多女子中学校・高等学校
- 福岡市立馬出小学校
- 社会福祉法人わらべ福祉会 杉の子保育園
- 長塚節歌碑
- 利休釜掛松 - （九州大学馬出地区内）
- 東公園
- 吉塚駅 - JR九州鹿児島本線・篠栗線（福北ゆたか線）
- 福岡市営浜松住宅
- ゆめタウン博多（ただし、経路が複雑なため地下鉄の利用は推奨していない）
  - ABCマートSPORTS
  - ダイソー
  - ユニクロ
  - ニトリ博多店
- 西鉄バス・JR九州バス「博多女子高前」「警察本部前・九大病院入口」「九大病院・県庁前」「九大病院」「馬出通り」各停留所
- 第8号馬出緑地
- 馬出中央商店街
- 福岡市立福岡中学校
- 八木病院
- 元寇史料館
- 福岡市民病院

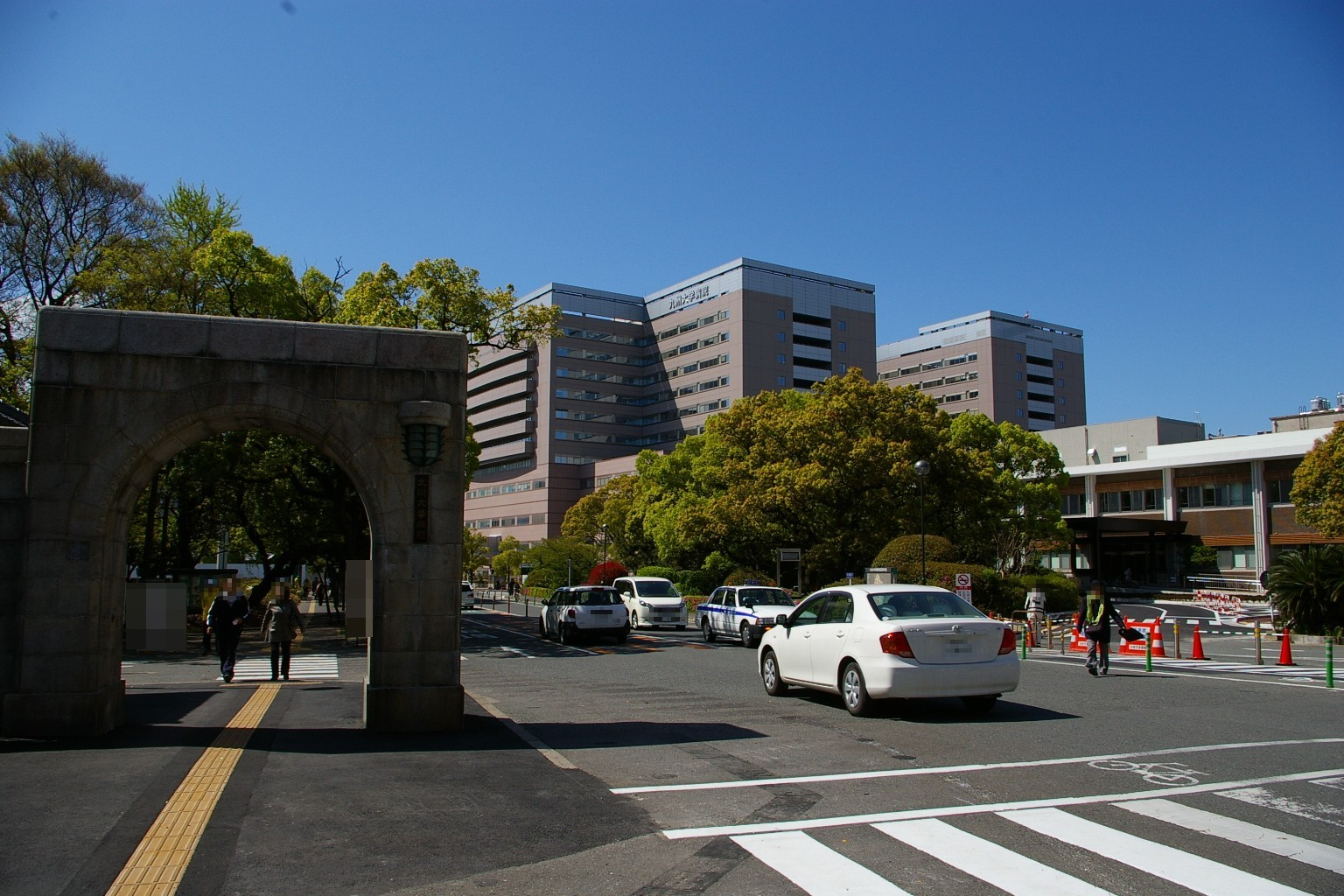
九州大学病院
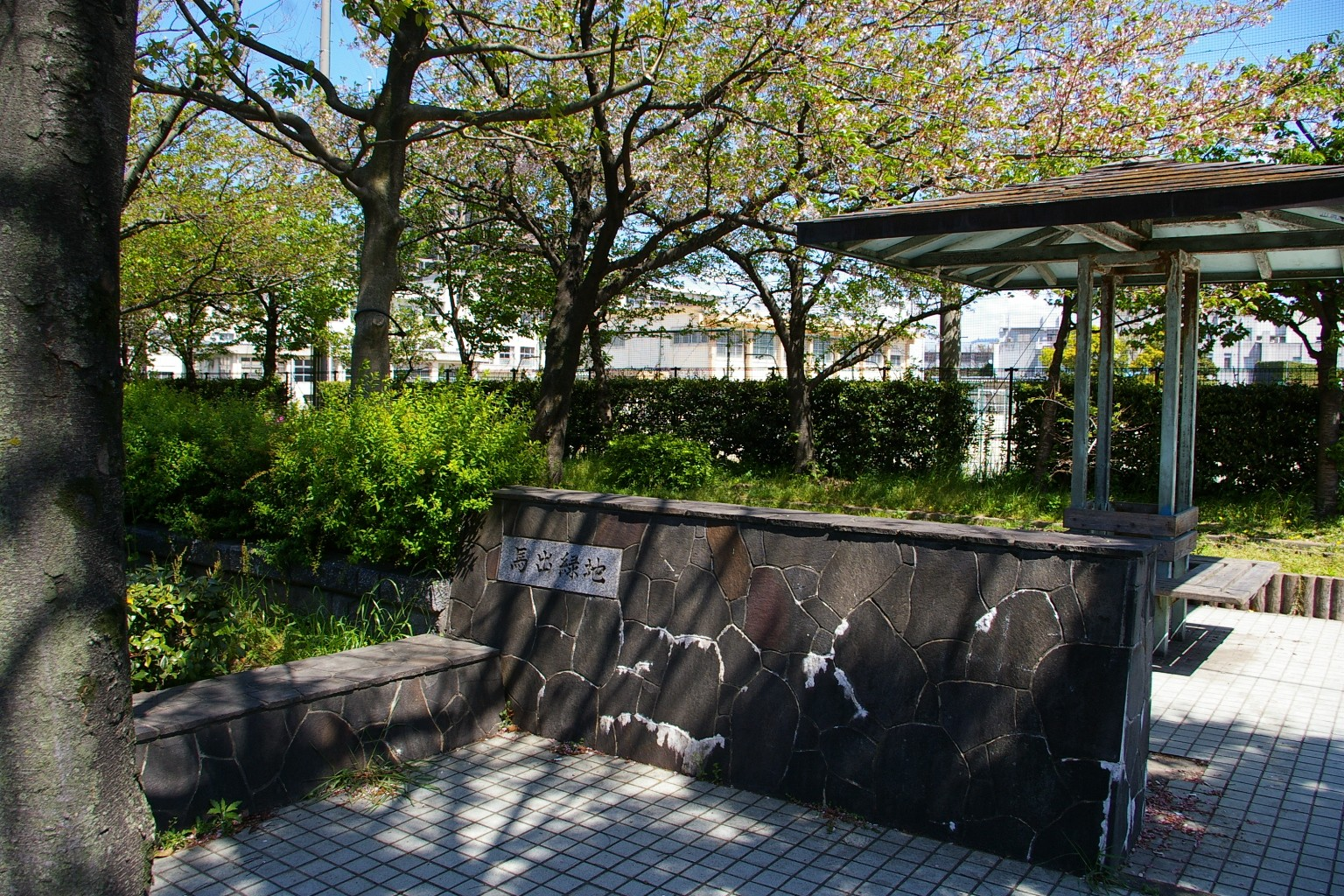
馬出緑地
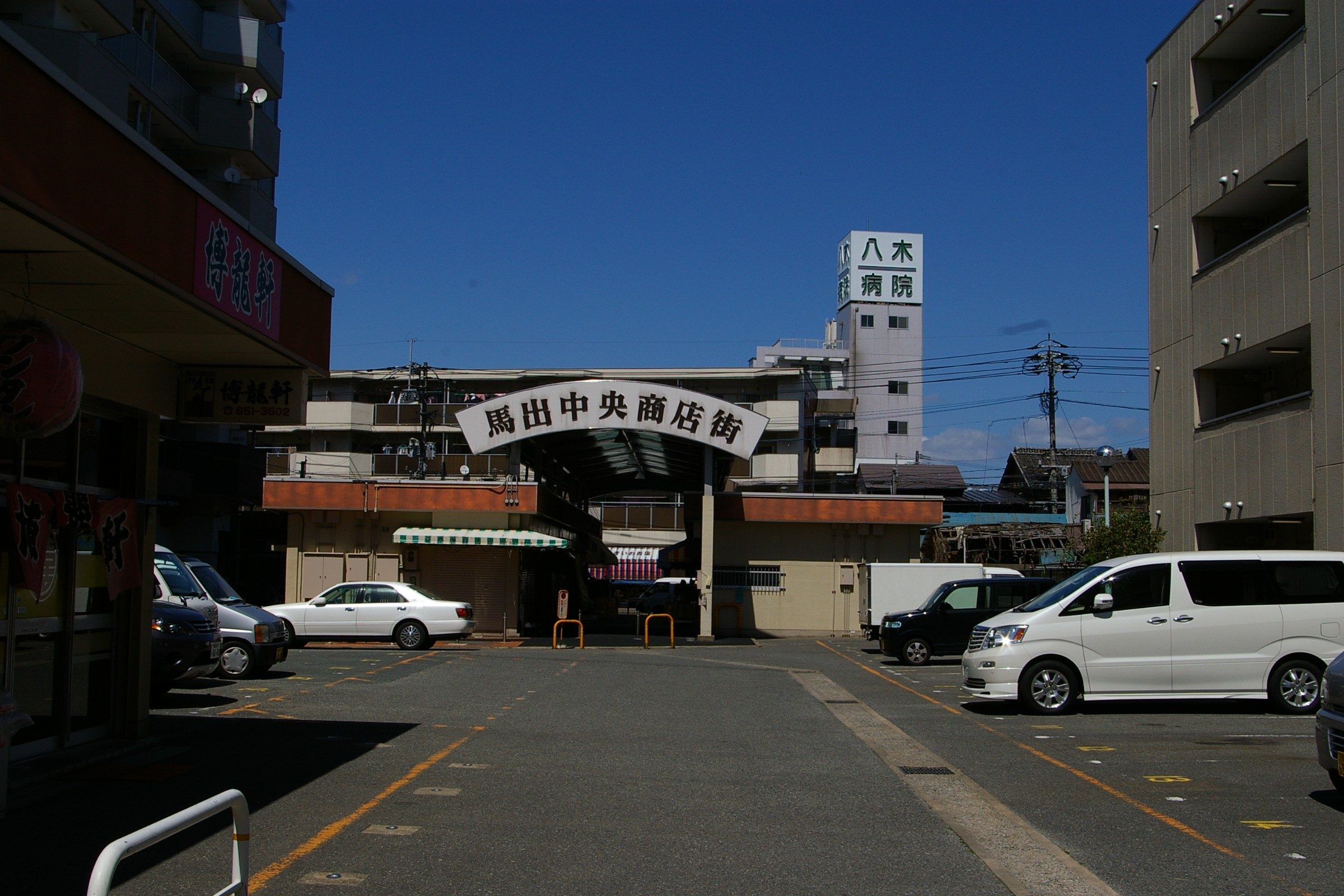
馬出中央商店街

## その他
- 仮称は「医学部駅」であったが、福岡大学にも医学部が存在することからクレームが付いたためこの駅名になった。その後、2005年（平成17年）2月3日に福岡大学医学部の最寄駅として福岡市地下鉄七隈線の福大前駅が開業した。
- 地下鉄の駅名では、読み仮名表記が日本一長い（16文字）。
  - 正式表記では名古屋市交通局（名古屋市営地下鉄）名城線の総合リハビリセンター駅の方が長い。

## 隣の駅
福岡市交通局
 箱崎線
千代県庁口駅 (H03) - 馬出九大病院前駅 (H04) - 箱崎宮前駅 (H05)